# Victor Draparnaud
Pour les articles homonymes, voir Draparnaud.
Prudent-Marc-Xavier-Victor Draparnaud, ou Drap-Arnaud, né à Montpellier le 3 décembre 1773 et mort à Paris le 4 octobre 1833, est un auteur dramatique et poète français. Son frère est le naturaliste, malacologiste et botaniste français Jacques Philippe Raymond Draparnaud (1772-1804).
Il eut une vie fort aventureuse et finit par s'attacher aux Bourbons, qui le pensionnèrent.

## Œuvres
Théâtre
- Le Pro-Consul, ou les Crimes du pouvoir arbitraire, drame en quatre actes et en prose, 1797
- Le Prisonnier de Newgate, drame en 5 actes et en vers, Paris, Théâtre de l'Odéon, 28 mai 1817
- Louis 1er (le débonnaire), ou le Fanatisme au IXe siècle, tragédie en 5 actes, reçue et mise en répétition au Second Théâtre-Français, pour être représentée par les Comédiens du roi, le 17 août 1822, suspendue par la censure
- Savoir et courage, comédie en 3 actes et en vers, reçue et mise à l'étude au Second Théâtre français, arrêtée par la censure, 1822
- Maxime, ou Rome livrée, tragédie en 5 actes, Paris, Théâtre de l'Odéon, 17 mars 1823
- Une journée de Vendôme, comédie en 3 actes et en vers libres, Paris, Théâtre de l'Odéon, décembre 1823
- La Clémence de David, tragédie en 3 actes, avec des chœurs, Paris, Théâtre français, 7 juin 1825
- Les Anglais dupes, ou La Rochelle délivrée, comédie historique en 2 actes et en vers, Théâtre de Saumur, 4 novembre 1825
- Honneur et préjugé, drame héroïque en 5 actes, Paris, Théâtre de l'Odéon, 9 janvier 1826
- Thomas Morus, ou le Divorce d'Henri VIII, tragédie en 5 actes, Paris, Théâtre de l'Odéon, 9 décembre 1826
- L'École de la jeunesse, ou le Sage de vingt ans, comédie en vers et en 5 actes, Paris, Théâtre français, 2 août 1828

Poésie et varia
- Les Nouveaux destins de la France, strophes à S. M. l'Impératrice Marie-Louise d'Autriche, 1810
- Hommage à l'Empereur, ode à l'occasion de la naissance du Roi de Rome, 1811
- Les Fêtes de l'Olympe, poème allégorique en 4 chants, 1811
- La France délivrée, ode, 1814
- À Sa Majesté l'Empereur de Russie, libérateur, épître, 1814
- Au Roi, ler jour de la restauration de la statue de Henri IV, ode, 1818
- Ode sur la mort de Condé, à S. A. S. Mgr le duc de Bourbon-Condé, 1818
- La Naissance de S. A. R. le duc de Bordeaux, ode en hommage à S. A. R. Monsieur, 1820
- Partout l'honneur, essai apologétique sur les mœurs françaises de Paris, après la session de l'an 1820, 1820
- Les Chants consolateurs, à l'auguste mère de Mgr le duc de Bordeaux, à l'occasion de son baptême, suivis de l'Ode sur la naissance de ce prince, 1821
- Ode à S. A. S. Mgr le duc d'Orléans après la mort de son auguste mère, 1821
- Ode sur le triomphe de la royauté à l'occasion de la délivrance du roi d'Espagne par l'armée française sous les ordres de S. A. R. Mgr le duc d'Angoulême, 1823
- Hommage funèbre à Sa Majesté le roi Charles X. Ode sur la fin de Sa Majesté Xavier-Stanislas-Louis, 18e du nom, roi de France, 1824
- Ode au peuple français, sur les malheurs de l'anarchie et de l'ambition, à l'occasion de l'avènement légitime du roi Charles X au trône de France, 1824
- Ode sur le nouveau règne, à l'occasion de la fête du roi Charles X, 1827
- À la France politique, religieuse et guerrière, chants libres gallo-régaliens, 1833